# Bucculatrix crataegi
Bucculatrix crataegi är en fjärilsart som beskrevs av Philipp Christoph Zeller 1839. Bucculatrix crataegi ingår i släktet Bucculatrix och familjen kronmalar. Inga underarter finns listade i Catalogue of Life.

## Bildgalleri

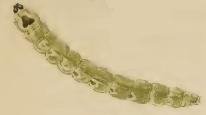
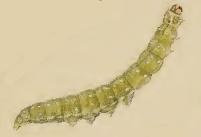
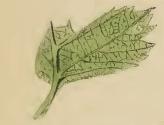
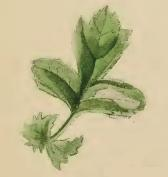
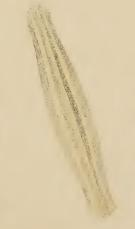